# Osisang Chilton
Osisang Dibech Chilton (23 de febrer de 1996) és un nedadora palauana. Va competir a la prova femenina de 200 metres d'esquenes als Campionats del Món de natació de 2017.